# Grupo Gea Perona
El Grupo Gea  es una empresa española creada por "Francisco Gea Perona" en 1927 y dedicada al servicio de la industria del petróleo. Es distribuidora de la de la Compañía Arrendataria del Monopolio de Petroleros Sociedad Anónima, transportando productos refinados del petróleo por carretera desde hace 70 años. 
 
 Comenzó distribuyendo en Granada, Albacete y Almería y, desde 1994, en Alicante, Granada, Almería, Albacete, Jaén y Murcia.
En la década de los 90, el Grupo Gea Perona comienza una nueva etapa especializándose también en el transporte de productos alimentarios y químicos y GNL (gas natural licuado) a través de la creación de Naftran, otra empresa del grupo que destaca, sobre todo, por su dedicación a la distribución y transporte por carretera de GNL, aceite base y parafina para importantes empresas como Repsol, Endesa y Gas Natural.
La colaboración con estas empresas y su crecimiento como distribuidor a nivel nacional e internacional, permiten al grupo adquirir CRINGAS, S.L., empresa dedicada al montaje de "plantas satélite de GNL" y que destaca por sus actividades en el campo de la ingeniería criogénica. 
 En la actualidad, Cringas se dedica a la gestión completa de plantas de gas natural licuado e industrial (diseño, instalación, montaje y suministro).